# محيا السلمي
محيا السلمي ، لاعب كرة قدم سعودي يلعب لنادي الانتصار.

## مسيرة اللاعب
لعب في نادي الوحدة ونادي جدة ونادي بيشة ونادي الريان ونادي مضر ونادي الانتصار.